# Rob Portman
Robert Jones "Rob" Portman (Cincinnati, 19 de dezembro de 1955) é um político e empresário estadunidense. Portman serviu por dois mandatos, de 2011 a 2023, no Senador representando o estado da Ohio.
Enquanto estava no Senado, Portman se retratou como um "conservador convicto" e foi considerado um republicano centrista a conservador que normalmente votava com a liderança do Partido Republicano, embora tenha rompido com eles em uma série de questões, incluindo o casamento entre pessoas do mesmo sexo.